# Topacio (telenovela)
Topacio (no Brasil: Topázio) é uma telenovela venezuelana produzida e exibida pela RCTV em 1985.
Original de Delia Fiallo, é um remake da telenovela Esmeralda, produzida pela Venevision em 1970. 
Foi protagonizada por Grecia Colmenares e Víctor Cámara, com atuações estrelares de Carlos Márquez, Cecilia Villarreal e Amalia Pérez Díaz, e antagonizada por Chony Fuentes, Alberto Marín e Nohely Arteaga.

## Sinopse
Mostrava a vida da cega Topázio (Grecia Colmenares), que se apaixona por Jorge Luis (Víctor Cámara), filho dos donos da fazenda grande, mas mal sabiam que foram trocados ao nascerem, pois, Topázio foi dada como morta. Topázio tinha um grande amigo, Sirilo (Carlos Cámara Jr), que sofria de problemas mentais.
Jorge Luís foi criado com tudo o que tem, conforto e luxo, em Caracas, e estuda Medicina. A menina que supostamente morreu ao nascer, não morreu, mas nasceu cega, pois a mãe contraiu sarampo na gravidez. A mesma ao nascer chama se Topázio, por causa dos brincos de topázio que Domitila recebeu como recompensa dos seus serviços como parteira. Topázio vive numa humilde fazenda com a Domitila. Cresceu sem estudo, até que o senhor Martín Buitrago a leva para a sua casa com um objetivo da a educar e a converter numa moça e como sua esposa.
20 ANOS DEPOIS...
A família Sandoval regressa à cidade. Jorge Luís conhece Topázio, mantém-lhe um interesse amoroso, mesmo mantendo uma relação com a sua prima Yolanda, que por vez é uma mimada e possessiva. Apesar disso, Jorge Luís se apaixona pela Topázio,  enquanto Yolanda apaixona-se por um lavrador chamado Evélio, mas Hilda, sua mãe, é contra essa relação e quer que continue com Jorge Luís, pois ambos estão falidos e é pela manutenção da classe social.
Jorge Luís divorcia-se de Yolanda e vai ter uma relação com Topázio, e ele a leva para a capital. Acreditando que sua cegueira tem cura, Topázio é levada por Jorge Luís ao oftalmologista(doutor Daniel Andrade). O exame confirma as suas suspeitas. Os dois amantes, sem que Aurélio saiba, casam se secretamente e vão para uma noite de núpcias. Depois, Jorge Luís a leva para a sua mansão. Aurélio, descobre enquanto voltou, e fica furioso, levando por vez Topázio à força na sua casa. Depois de uma discussão e ela ter desmaiado por terem lhe revelado o segredo: Topázio tem uma cicatriz no rosto, ela vai acreditar no Martín, em que ela e Aurélio fizeram sexo à força, o que não é verdade.
Por outro lado, a babá Eulália reconhecia os brincos da Topázio como os que ela usava para o ordenado da Domitila. Blanca descobre então que a sua filha verdadeira é a Topázio. Quando Jorge Luís volta, ele confronta o pai para saber onde ele levou a sua esposa, mas ele recusa se dizer, até que Eulália decida confessar a verdade. Jorge Luís resgata Topázio da casa do doutor Buitrago, mas ele o ameaça e crê que ela virá por vontade própria.
Ele passa alguns dias de confusão sobre sua verdadeira origem. Mas Topázio fica calada, e não conta o que acha que aconteceu na casa do Martín. Quando descobre que está grávida, ele tenta entender o porquê da fuga dela. Finalmente ela diz a razão e o que aconteceu na casa de Martín. Por causa disso, Jorge Luís dá por terminado a relação com Topázio, e ele não quer mais nada com ela, e coloca uma previsão, de que esse filho futuro não é dele. 
Por isso, Topázio vai para Caracas com Domitila e consegue dar a luz ao seu filho sozinha. Ela encontra refúgio na pensão da família do senhor Nicómenez. Um dia, ela decide fazer uma cirurgia no olho, e vai até ao doutor Daniel Andrade, a quem se propõe em troca de oportunidades de trabalhar para ele como auxiliar. Daniel fica profundamente apaixonado por ela e vira o seu protetor. Ao mesmo tempo  que a honestidade de Daniel é imensa, Topázio tem a capacidade de contar sobre o seu passado. Por outro lado, a família Sandoval retorna a Caracas há algum tempo, e Aurélio, arrependido de todo o mal que fez, decide tratar-la como uma filha depois de ter pedido perdão, e o seu filho inicia uma relação com Valéria Rangel, escritora. 
Topázio reconhece Jorge Luís pela voz e rosto durante esse tempo todo, e o rejeita. A mesma passará por uma etapa de sofrimento e dor na sua vida.
Valéria é filha de um prestigiado cirurgião plástico, que é a especialidade de Jorge Luís, quem toma o seu cargo como díscipulo. A mesma convence o seu pai a operar secretamente às escondidas de Jorge Luís e Martín, e ele, internado no hospital, pede para revindicar o filho de Topázio, ameaçando-a tirar o seu filho se ela não concordasse em se casar com ele. Durante a operação, o doutor Rangel morre e Jorge Luís, vê- se obrigado a terminar a operação. A operação é bem sucedida e Martín finalmente ficará sem a sua cicatriz, crendo assim que será mais fácil conquistar Topázio. Numa discussão com ela, ele acaba a contrair o ataque de cólera e uma paragem cardíaca. Novamente atendido por Jorge Luís, Martín conta a ele que naquela noite não aconteceu nada(não aconteceu o suposto amor feito no quarto), e que o filho da Topázio é seu. 
Além de muitas coisas, Topázio e Jorge Luís conseguem olhar com olhos vistos, o amor diante deles, e conseguem ser felizes.

## Elenco
- Grecia Colmenares … Topázio
- Víctor Cámara … Jorge Luis Sandoval
- Amalia Pérez Díaz … Domitila
- Carlos Márquez … Aurelio Sandoval
- Cecilia Villarreal … Blanca
- Henry Zakka … Daniel Andrade
- Mahuampi Acosta … Eulalia
- Carlos Cámara Jr … Cirilo "El Bobo"
- Jeannette Rodríguez … Yolanda
- Pedro Lander … Evelio Mercedes Montero
- Alberto Álvarez … Índio Caraballo
- Nohely Arteaga … Valeria
- Arturo Calderón … Fermín
- Carolina Cristancho
- Zoe Ducós … Sor Piedad
- Freddy Escobar … Humberto
- Lino Ferrer … Alberto
- Chony Fuentes … Hilda
- Alberto Marín … Dr. Martín Buitrago
- Rosario Prieto … Doña Pura
- Lourdes Valera … Violeta
- Carlos Villamizar
- Carlos Montilla … Rafaelote
- Carlos Fraga … Jairo
- Olga Rojas
- Soraya Sanz
- Lucia Concalves
- Sebastián Falco

## Exibição no Brasil
Foi exibida no Brasil, pelo SBT, entre 14 de julho de 1992 e 1 de março de 1993, às 21h45min, em 197 capítulos, alcançando 15,71 pontos de média geral.

## Exibição em Portugal
Foi exibida na TVI em 1995, substituiu O Preço da Paixão, e foi substituída por Morena Clara, enquanto Caprichos estava em exibição.

## Versões
- Esmeralda produzida pela Venevisión em 1970 e protagonizada por Lupita Ferrer e José Bardina.

- Esmeralda produzida pela Televisa em 1997 e protagonizada por Leticia Calderón e Fernando Colunga.

- Esmeralda produzida pelo SBT em 2004 e protagonizada por Bianca Castanho e Claudio Lins.[5]

- Sin tu mirada, produzida pela Televisa em 2017 e protagonizada por Claudia Martín e Osvaldo de León.[6]